# انتخابات الرئاسة الإكوادورية 2013
انتخابات الرئاسة الإكوادورية 2013 هي الانتخابات الرئاسية التي جرت في 17 فبراير 2013، لانتخاب رئيس الإكوادور، فاز بالانتخابات رفاييل كوريا.

## المرشحين
| المرشح                   | الحزب | عدد الأصوات |
| ------------------------ | ----- | ----------- |
| Alberto Acosta Espinosa ‏ |       |             |